# 無果汁
無果汁（むかじゅう）とは、その食品、飲料に果汁が含まれていないこと。日本においては、5%未満の果汁を含む飲料も「無果汁」と表記される場合がある（後述）。

## 概要
清涼飲料水や、かき氷などの氷菓、ゼリーなどの菓子のように、本来は果汁を使用する、もしくは果汁を使用することが多い食品、飲料において、果汁を使用していないことである。果汁なしにそれらの味や香り、色を再現する場合、一般的には香料（フレーバー）や甘味料、着色料、あるいは果実から抽出したエキスが使われる。
カロリーゼロを謳った清涼飲料水の多くは甘味料としてスクラロースやアスパルテーム、アセスルファムカリウムなどを使い、無果汁とすることでそれを実現している。

## 飲料に関する規定
日本においては、以下に「無果汁」表記の規定がある。
- 景品表示法に基づく告示「無果汁の清涼飲料水等についての表示」[2] の運用基準[3]
- 業界の自主規制ルールである公正競争規約[4]

果汁が5%未満の場合は「無果汁」とするか、あるいは正確な果汁量を「果汁○%」と明瞭に表記することとされている。アレルギーなどの健康被害を起こす可能性のある果汁 については、果汁1%未満であっても「無果汁」とせず、小数点以下の数値で表示することが推奨される。
なお「果汁10%未満」という表記は、果汁が5%以上10%未満の場合に使用される。